# Ґілберт Каплан
Ґілберт Едмунд Каплан (англ. Gilbert E. Kaplan; 3 березня 1941, Нью-Йорк, США — 1 січня 2016) — американський бізнесмен, журналіст і диригент-аматор.

## Біографія
Навчався в Університеті Дюка, Новій школі та Школі права Нью-Йоркського університету.
Заснував журнал з питань бізнесу Institutional Investor (1965), який незабаром досяг рівня 150.000 передплатників і зробив свого засновника мільйонером. До 1984 року поєднував обов'язки його власника, видавця та головного редактора. Продавши видання за 72 мільйони доларів, до 1990 року залишався його видавцем і ще протягом трьох років продовжував виконувати обов'язки головного редактора.
У середині 1960-х років захопився музикою Густава Малера, і це захоплення поступово почало займати основну частину його життя. Заснував Фонд Каплана, присвячений його дослідженню та пропаганді. Особливо зосередив свою увагу на Другій симфонії композитора: придбав її авторський рукопис, який в 1986 опублікував факсимільно, і вивчився диригування заради того, щоб виконувати саме цей твір. 1982 року дебютував як диригент з Американським симфонічним оркестром на неофіційному концерті для учасників саміту Міжнародного валютного фонду. Виступав із Другою симфонією Малера з багатьма провідними оркестрами світу. 1996 року Каплан з Лондонським симфонічним оркестром відкрив виконанням Другої симфонії програму одного з найпрестижніших музичних фестивалів у світі — Зальцбурзького. 9 грудня 2008 року Каплан диригував Нью-Йоркським філармонічним оркестром у сторічну річницю прем'єри симфонії, виконаної одним із попередників цього колективу, Нью-Йоркським симфонічним оркестром, під керуванням автора. Каплан також двічі записав симфонію — з Лондонським симфонічним оркестром 1987 року та з Віденським філармонічним оркестром 2002 року; перша з цих записів була продана в кількостях, що перевершують продаж тієї ж симфонії з такими диригентами, як Леонард Бернстайн, П'єр Булез і Клаудіо Аббадо. Серед інших проектів Каплана — випущений ним «Малерівський альбом» (англ. The Mahler Album), біографія композитора з багатими ілюстраціями. 1997 року він провів цикл з 13 щотижневих радіопередач, присвячених Малеру, який транслювали 350 різних радіостанцій США.
У середовищі професійних музикантів діяльність Каплана зустрічає серйозну критику: музиканти оркестрів, які виступали під його керуванням, відгукуються про нього як про посередність, не тільки не підготовлену технічно до роботи з провідними оркестрами світу, а й нездатною відповідати духовній величі твору. Неприйняття професіоналів поєднується, проте, з ентузіазмом любителів музики. Бізнес-консультант Бодо Шефер у книзі «Закони переможців» наводить Каплана як приклад людини, яка зуміла реалізувати свою мрію. Повідомляється, що 1994 року після виступу Каплана на чолі Мельбурнського симфонічного оркестру до нього звернувся із захопленою промовою не менш фанатичний шанувальник Малера, тодішній прем'єр-міністр Австралії Пол Кітінґ.

## Дискографія
- Gustav Mahler: Symphony no. 2 in C minor «Resurrection». Benita Valente, soprano; Maureen Forrester, alto; Gilbert E Kaplan; London Symphony Chorus.; London Symphony Orchestra. 1988
- З Mahler With Love. Gustav Mahler: Adagietto, від Symphony no. 5; Gilbert E Kaplan; London Symphony Orchestra. 1992
- Mahler грати Mahler. The Welte-Mignon piano rolls. Gilbert Kaplan, Executive Producer. 1993
- The Kaplan Mahler edition. 1996. (contains Symphony No. 2, Adagietto від Symphony No. 5, Mahler piano rolls, Recorded recollections of musicians які розробили з Mahler plus CD-ROM part containing 150 pictures from The Mahler Album)
- Gustav Mahler: Symphony No. 2. Latonia Moore, soprano; Nadja Michael, mezzo-soprano; Gilbert Kaplan; Wiener Singverein; Wiener Philharmoniker. Deutsche Grammophon 2003